# Ponte di Salone
Ponte di Salone è un ponte di Roma sul fiume Aniene attraversato da via di Salone, tra le zone di Settecamini, Acqua Vergine e Lunghezza.

## Collegamenti
|  | È raggiungibile dalla stazione di Salone. |